# Deion Sanders
Deion Luwynn Sanders (Fort Myers, 9 agosto 1967) è un ex giocatore di football americano, allenatore di football americano ed ex giocatore di baseball statunitense soprannominato "Prime Time" e "Neon Deion".
Sanders è un ex cornerback della National Football League ed un esterno della Major League Baseball ed attualmente svolge il ruolo di capo-allenatore dei Colorado Buffaloes della NCAA, dove gioca come quarterback titolare il figlio Shedeur. Fu introdotto nella Pro Football Hall of Fame il 6 agosto 2011.
Sanders è considerato uno degli atleti più versatili nella storia dello sport poiché giocò in due diversi sport in diversi ruoli. Nella NFL giocò principalmente come cornerback ma occasionalmente anche come running back, wide receiver, kick returner e punt returner. Durante la sua carriera giocò per gli Atlanta Falcons, i San Francisco 49ers, i Dallas Cowboys, i Washington Redskins ed i Baltimore Ravens, vincendo il Super Bowl sia con i 49ers che con i Cowboys. Nel baseball giocò per i New York Yankees, gli Atlanta Braves, i Cincinnati Reds ed i San Francisco Giants. Frequentò la Florida State University, dove ottenne grandissimi risultati sia nel football che nel baseball.

## Carriera nella NFL

### Atlanta Falcons
Sanders iniziò la sua carriera professionista nel football lo stesso anno di quella nel baseball, il 1989. Fu la quinta scelta assoluta del Draft NFL 1989 degli Atlanta Falcons, dove giocò fino al 1993. Lì ritornò il suo primo punt in carriera in touchdown. Durante il suo periodo ad Atlanta intercettò 24 passaggi (compreso un record in carriera di 7 nel 1993), tre quali ritornati in touchdown. Nel 1992 guidò la lega in yard ritornate da kickoff (1.067), media di yard per ritorno (26,7) e touchdown su ritorno (2).

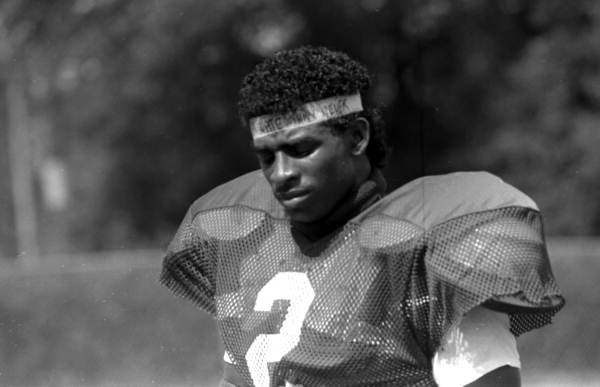
Sanders ai tempi del college.

L'11 ottobre 1992, Sanders giocò in una partita dei Falcons a Miami e poi volò a Pittsburgh, sperando di giocare coi Braves nelle Championship Series game contro i Pirates quella sera e diventare il primo atleta a giocare in due leghe professionistiche lo stesso giorno. Sanders non ce la fece ma apparve comunque alla partita di baseball quella sera. Nei suoi cinque anni coi Falcons arrivò dieci volte nella end zone (tre in difesa, tre ritornate dai calci, due ritornate dai punt e due su ricezione).

### San Francisco 49ers
Dopo cinque stagioni Sanders firmò per giocarne una coi San Francisco 49ers, dove ebbe la miglior stagione della carriera, registrando 6 intercetti ritornandoli per 303 yard (primo nella NFL) e 3 touchdown. Il 16 ottobre 1994 fece il suo ritorno da avversario al Georgia Dome con la divisa da 49er. Dopo essere stato coinvolto in una rissa con l'ex compagno di squadra Andre Rison, Sanders intercettò un passaggio da quarterback Jeff George ritornandolo per 93 yard, superando l'intera difesa dei Falcons ed entrando nella end zone. A fine anno fu votato miglior difensore dell'anno della NFL e mise a segno un intercetto nella vittoria dei 49ers per 49–26 sui San Diego Chargers nel Super Bowl XXIX. Dopo questa stagione, Jerry Rice e Sanders si scontrarono pubblicamente: Rice non accettava l'idea che i media ritenessero che Sanders fosse stato il giocatore che in precedenza mancava ai 49ers per vincere il Super Bowl e che non fosse dato credito anche agli altri 52 uomini dello spogliatoio.

### Dallas Cowboys
Dopo il successo avuto nella stagione coi 49ers, Sanders, insieme al suo agente Eugene Parker, fu contattato da diverse squadra bisognose di un cornerback All-Pro. Queste squadre comprese nel "Deion Sweepstakes," come furono ribattezzate dai media, erano Philadelphia Eagles, Oakland Raiders, Miami Dolphins, San Francisco 49ers e Dallas Cowboys, che avevano perso il loro cornerback titolare Kevin Smith a causa di un infortunio per il resto della stagione.
Il 9 settembre 1995 (che cadeva nella seconda settimana della stagione NFL), Sanders firmò un lucrativo contratto con i Dallas Cowboys (sette anni, 35 milioni di dollari, con 12,99 milioni di bonus alla firma), facendone, all'epoca, il più pagato difensore della NFL. Sanders in seguito affermò nel suo libro Power, Money & Sex: How Success Almost Ruined My Life che gli Oakland Raiders gli avevano offerto più soldi di qualsiasi altra squadra ma che scelse di giocare a Dallas per giocare di più nel lato offensivo del campo, per avere la possibilità di vincere il secondo Super Bowl e per la sua amicizia col wide receiver dei Cowboys Michael Irvin. Un'operazione in artroscopia lo tenne fuori fino alla settimana 9 quando si trovò nuovamente ad Atlanta contro i Falcons, anche se questa volta per Sanders il debutto con la sua nuova squadra non fu così drammatico come lo fu coi 49ers (i Cowboys vinsero 28-13). A fine anno contribuì a far vincere ai Cowboys il loro terzo Super Bowl in quattro anni, nel Super Bowl XXX contro i Pittsburgh Steelers, dove ritornò un punt per 11 yard e ricevette un passaggio da 47 yard in attacco, segnando il primo touchdown di Dallas nella vittoria 27–17. Sanders giocò altre quattro stagioni a Dallas, venendo sempre convocato per il Pro Bowl, malgrado i Cowboys vinsero una sola gara di playoff (nel 1996 contro i Minnesota Vikings) durante quel periodo.

### Washington Redskins
Dopo cinque stagioni coi Cowboys, il nuovo proprietario dei Washington Redskins Daniel Snyder inseguì Sanders, insieme ad altri pregiati free agent, come Mark Carrier e Bruce Smith. Sanders giocò una stagione coi Redskins, totalizzando quattro intercetti prima di ritirarsi nel 2001. Alla fine della stagione 2002 Sanders contemplò un ritorno nella NFL, con gli Oakland Raiders. Con il suo diritto di proprietà ancora dei Redskins, egli fece pressioni per essere svincolato, cosa che alla fine avvenne. I San Diego Chargers acquistarono i diritti su Sanders e lo misero nella loro lista riserve/ritirati. Sanders optò per rimanere ritirato.
Durante la stagione 2002, Sanders fu frequentemente commentatore ospite del Monday Night Football. Come nota divertente, durante un Monday Night Football tra Dallas e Washington quell'anno, fu menzionato che Sanders, che era parte della squadra di commento per quella partita, stava ancora percependo soldi da entrambe le squadre per i precedenti contratti stipulati con esse.

### Baltimore Ravens
Nel 2004, Sanders annunciò che stava per terminare il suo ritiro, grazie alle pressioni del cornerback dei Ravens Corey Fuller, del linebacker Ray Lewis e del suo migliore amico Joe Zorovich. Firmò un contratto di un anno coi Baltimore Ravens per essere un nickelback (cioè un cornerback che funge da quinto (in aggiunta ai normali quattro) defensive back della difesa). Scelse di indossare il numero 37, la sua età all'epoca. Contro i Buffalo Bills nella settimana 7 della stagione 2004, Sanders ritornò il suo nono intercetto in carriera in un TD, raggiungendo Ken Houston e Aeneas Williams al secondo posto di questa classifica e dietro a Rod Woodson (con 12).

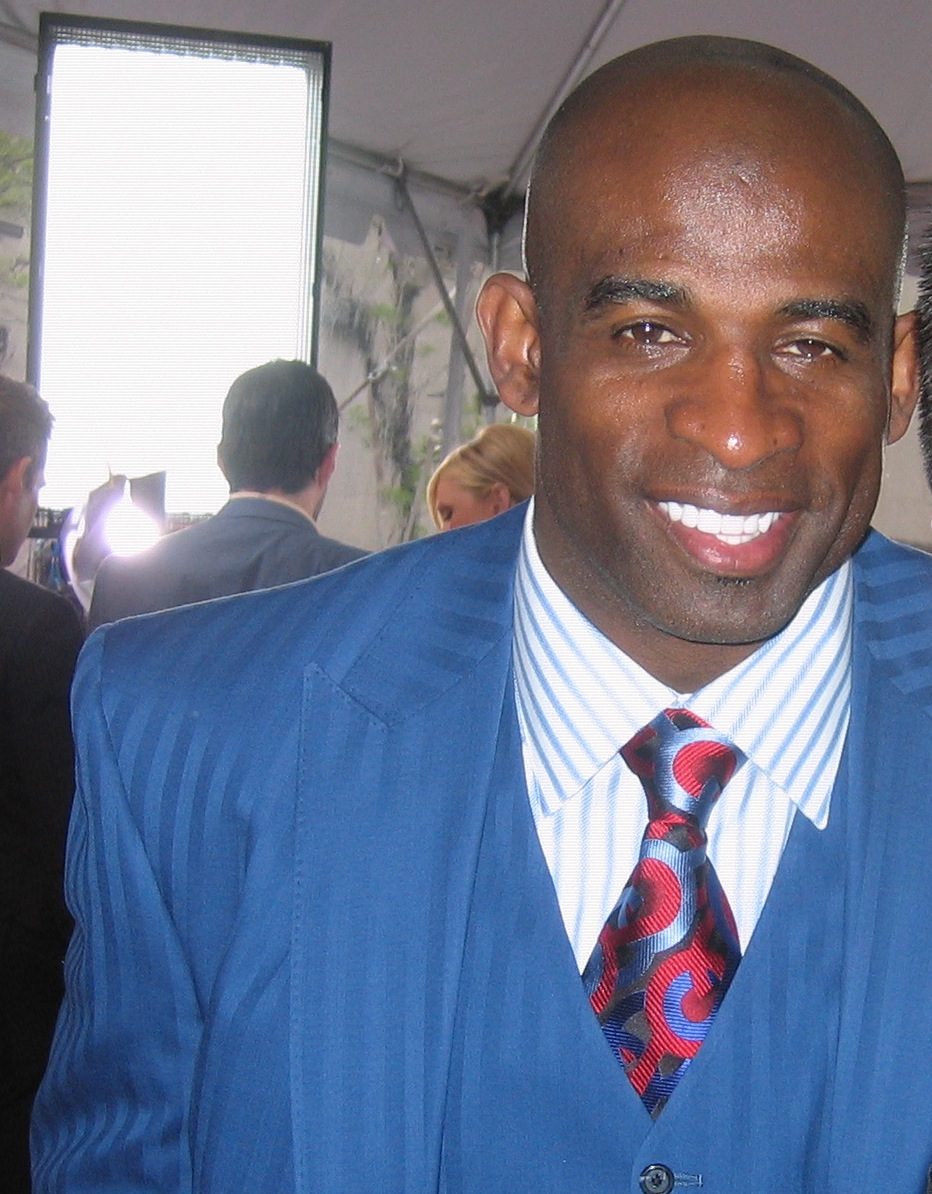
Sanders nel 2008.

Nel gennaio 2006, dopo aver giocato due stagioni per Baltimore in cui i Ravens non si qualificarono per i playoff, Sanders si ritirò nuovamente dalla NFL e divenne un analista per NFL Network.

### Eredità
Durante i suoi 14 anni di carriera nella NFL, Sanders fu perennemente inserito nella formazione ideale della stagione ed uno dei più temuti difensori in ogni partita. Mentre alcuni critici argomentano la sua scarsa abilità nei placcaggi e che non fosse un fattore nel gioco delle corse, nessuno ha mai negato la sua impressionante velocità.
Sanders venne occasionalmente schierato anche in attacco. Durante la stagione 1996 saltò l'annata del baseball per concentrarsi sul football e frequento il primo training camp della sua carriera per familiarizzare meglio con le sfumature della posizione di wide receiver. Egli divenne il secondo titolare sia in attacco che in difesa (dopo Roy Green dei Cardinals) nella NFL dai tempi di Chuck Bednarik per la prima parte della stagione dopo che Michael Irvin fu sospeso per cinque partite a causa di un abuso di sostanze.
Durante la sua carriera, Sanders intercettò 53 passaggi per 1.331 yard (25,1 yard di media), recuperò quattro fumble per 15 yard, ritornò 155 kickoff per 3.523 yard, guadagnò 2.199 yard su 212 punt ritornati e ricevette 60 passaggi per 784 yard. Complessivamente ebbe 7.838 yard in tutte le categorie e segnò 22 touchdown: nove ritornati da un intercetto, sei da un punt, tre ritornati dai kickoff, tre ricevuti e uno da un fumble recuperato. I suoi 19 ritorni difensivi in touchdown sono un record NFL. Fu convocato per otto Pro Bowl nel 1991-1994 e 1996–1999. Vinse inoltre il premio di miglior difensore dell'anno nel 1994.

## Palmarès

### Franchigia
- Super Bowl : 2

San Francisco 49ers: XXIX
Dallas Cowboys: XXX
- National Football Conference Championship: 2

San Francisco 49ers: 1994
Dallas Cowboys: 1995

### Individuale
- Convocazioni al Pro Bowl: 8

1991, 1992, 1993, 1994, 1996, 1997, 1998, 1999
- All-Pro: 8

1991, 1992, 1993, 1994, 1996, 1997, 1998, 1999
- Miglior difensore dell'anno della NFL: 1

1994
- PFWA All-Rookie Team - 1989
- Jim Thorpe Award - 1988
- Formazione ideale della NFL degli anni 1990
- Atlanta Falcons Ring of Honor
- Pro Football Hall of Fame (classe del 2011)
- College Football Hall of Fame (classe del 2011)
- Formazione ideale del 100º anniversario della National Football League
- Classificato al #34 tra i migliori cento giocatori di tutti i tempi da NFL.com